# Jamila Ammi
Jamila Ammi (3 november 1966) is een Belgisch marxistisch politica voor de PVDA (PTB).

## Biografie
Ammi werd beroepshalve verzorgkundige in een rusthuis in Châtelet.
Voor de PTB werd ze bij de Waalse verkiezingen van 9 juni 2024 voor de kieskring Charleroi-Thuin verkozen in het Waals Parlement en het Parlement van de Franse Gemeenschap. Tevens werd ze vanuit het Waals Parlement als deelstaatsenator afgevaardigd naar de Senaat.